# Lijst van Stolpersteine in Venlo

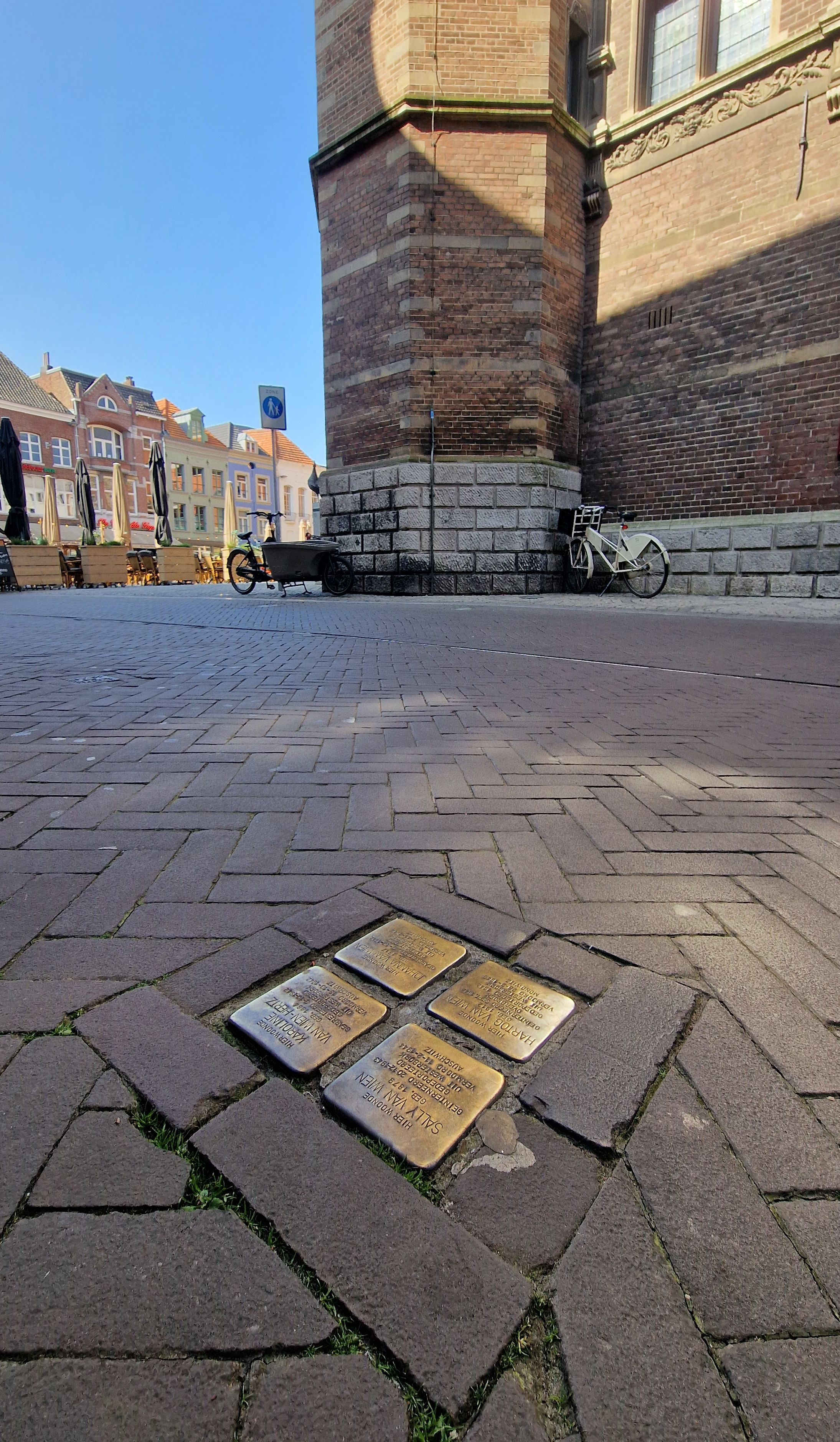
Stolpersteine in Venlo voor de familie van Wien

De lijst van Stolpersteine in Venlo geeft een overzicht van de gedenkstenen die in de gemeente Venlo in de Nederlandse provincie Limburg zijn geplaatst in het kader van het Stolpersteine-project van de Duitse beeldhouwer-kunstenaar Gunter Demnig.
Stolpersteine zijn opgedragen aan slachtoffers van het nationaalsocialisme, al diegenen die zijn vervolgd, gedeporteerd, vermoord, gedwongen te emigreren of tot zelfmoord gedreven door het nazi-regime. Demnig legt voor elk slachtoffer een aparte steen, meestal voor de laatste zelfgekozen woning.
Omdat het Stolpersteine-project doorloopt, kan deze lijst onvolledig zijn.

## Stolpersteine
In gemeente Venlo liggen 56 Stolpersteine: twee in Steyl, twee in Velden en 52 in Venlo.

### Steyl
In Steyl liggen twee Stolpersteine op een adres.
| Afbeelding | Inscriptie | Adres                      | Herdachte persoon           |
| ---------- | --- | -------------------------- | --------------------------- |
|            | HIER WERKTE PAUL WINDHAUSEN GEB. 1892 PASTOOR VERZETSSTRIJDER OPGEPAKT 11-2-1945 VERMOORD 28-3-1945 BUCHENWALD | Rozenstraat 18 Kaart (OSM) | Paul Windhausen (1892-1945) |
|            | HIER WERKTE PIET PETERS SVD GEB. 1912 KAPELAAN VERZETSSTRIJDER OPGEPAKT 11-2-1945 VERMOORD 6-4-1945 BUCHENWALD | Rozenstraat 18 Kaart (OSM) | Piet Peters (1912-1945)     |

### Velden
In Velden liggen twee Stolpersteine op twee adressen.
| Afbeelding | Inscriptie | Adres                   | Herdachte persoon         |
| ---------- | --- | ----------------------- | ------------------------- |
|            | ONDERGEDOKEN IN VELDEN ANNIE KOEKOEK GEB. 1935 VERRADEN GEARRESTEERD 4-7-1944 HIER OPGESLOTEN GEÏNTERNEERD 13-7-1944 IN WESTERBORK GEDEPORTEERD 3-9-1944 VERMOORD 6-9-1944 AUSCHWITZ | Rijksweg 51 Kaart (OSM) | Annie Koekoek (1935-1944) |
|            | HIER WAS ONDERGEDOKEN MARY WINNIK GEB. 1937 GEARRESTEERD 4-7-1944 GEÏNTERNEERD 13-7-1944 IN WESTERBORK GEDEPORTEERD 3-9-1944 VERMOORD 6-9-1944 AUSCHWITZ                             | Vilgert 42 Kaart (OSM)  | Mary Winnik (1937-1944)   |

### Venlo
In Venlo liggen 52 Stolpersteine op 21 adressen.
| Afbeelding | Inscriptie | Adres                         | Herdachte persoon                                                              |
| ---------- | --- | ----------------------------- | ------------------------------------------------------------------------------ |
|            | HIER WOONDE ADOLF BIEGELEISEN GEB. 1893 GEARRESTEERD 10-11-1942 GEDEPORTEERD 1942 UIT WESTERBORK VERMOORD 31-3-1944 MIDDEN-EUROPA                                                                                       | Heutzstraat 3 Kaart (OSM)     | Adolf Biegeleisen (1893-1944)                                                  |
|            | HIER WOONDE MAX BIEGELEISEN GEB. 1925 GEVLUCHT 1938 UIT DUITSLAND GEARRESTEERD 25-8-1942 GEDEPORTEERD 1942 UIT WESTERBORK VERMOORD 30-4-1943 MIDDEN-EUROPA                                                              | Heutzstraat 3 Kaart (OSM)     | Max Biegeleisen (1925-1943)                                                    |
|            | HIER WOONDE RAPHAEL HERMANN BIEGELEISEN GEB. 1924 GEVLUCHT 1938 UIT DUITSLAND GEARRESTEERD 25-8-1942 GEDEPORTEERD 1942 UIT WESTERBORK VERMOORD 30-4-1943 MIDDEN-EUROPA                                                  | Heutzstraat 3 Kaart (OSM)     | Raphael Hermann Biegeleisen (1924-1943)                                        |
|            | HIER WOONDE ANNA BIEGELEISEN-ISSLER GEB. 1890 GEVLUCHT 1938 UIT DUITSLAND GEARRESTEERD 11-11-1942 GEDEPORTEERD 16-11-1942 UIT WESTERBORK VERMOORD 19-11-1942 AUSCHWITZ                                                  | Heutzstraat 3 Kaart (OSM)     | Anna Biegeleisen-Issler (1890-1942)                                            |
|            | HIER WOONDE HANS GÜNTHER BONN GEB. 1921 GEVLUCHT 1936 UIT DUITSLAND GEARRESTEERD 25-8-1942 GEDEPORTEERD 1942 UIT WESTERBORK ONTSNAPT 'DODENMARS' RATZENREUTE BEZWEKEN 15-4-1948 VENLO                                   | Nieuwstraat 23 Kaart (OSM)    | Hans Günther Bonn (1921-1948)                                                  |
|            | HIER WOONDE WALTER BONN GEB. 1912 GEVLUCHT 1935 UIT DUITSLAND GEÏNTERNEERD 23-9-1942 WERKKAMP OVERBROEK GEDEPORTEERD 1943 UIT WESTERBORK VERMOORD 21-4-1944 AUSCHWITZ                                                   | Nieuwstraat 23 Kaart (OSM)    | Walter Bonn (1912-1944)                                                        |
|            | HIER WOONDE HERMINE BONN-HERTZ GEB. 1918 GEÏNTERNEERD 8-10-1942 GEDEPORTEERD 1943 UIT WESTERBORK MEDISCHE EXPERIMENTEN VERMOORD 30-6-1944 AUSCHWITZ                                                                     | Nieuwstraat 23 Kaart (OSM)    | Hermine Bonn-Hertz (1918-1944)                                                 |
|            | HIER WOONDE EMMY BONN-LEYENS GEB. 1888 GEVLUCHT 1938 UIT DUITSLAND GEÏNTERNEERD 19-4-1943 GEDEPORTEERD 25-5-1943 UIT WESTERBORK VERMOORD 28-5-1943 SOBIBOR                                                              | Nieuwstraat 23 Kaart (OSM)    | Emmy Bonn-Leyens (1888-1943)                                                   |
|            | HIER WOONDE MARIE COHN-MARCUS GEB. 1869 GEÏNTERNEERD 9-4-1943 VUGHT GEDEPORTEERD UIT WESTERBORK VERMOORD 14-5-1943 SOBIBOR                                                                                              | Vleesstraat 61 Kaart (OSM)    | Marie Cohn-Marcus (1869-1943)                                                  |
|            | HIER WOONDE JEAN MARIE DAEL GEB. 1909 GEARRESTEERD 25.5.1944 GEDEPORTEERD 1944 UIT VUGHT VERMOORD 9.3.1945 MAUTHAUSEN                                                                                                   | Geldersepoort 11 Kaart (OSM)  | Jean Marie Dael (1909-1945)                                                    |
|            | HIER WOONDE LOUIS FRANCKEN GEB. 1904 GEARRESTEERD 25-8-1942 GEDEPORTEERD 1942 UIT WESTERBORK VERMOORD 30-4-1943 MIDDEN-EUROPA                                                                                           | Begijnengang 2 Kaart (OSM)    | Louis Francken (1904-1943)                                                     |
|            | HIER WOONDE LEONARD PHILIP VAN GELDER GEB. 1897 GEARRESTEERD 25-8-1942 GEDEPORTEERD 1942 UIT WESTERBORK VERMOORD 30-4-1943 MIDDEN-EUROPA                                                                                | Stalbergweg 114 Kaart (OSM)   | Leonard Philip van Gelder (1897-1943)                                          |
|            | HIER WOONDE RIKE VAN GELDER- GUDEMA GEB. 1905 GEARRESTEERD 25-8-1942 GEDEPORTEERD 28-8-1942 UIT WESTERBORK VERMOORD 31-8-1942 AUSCHWITZ                                                                                 | Stalbergweg 114 Kaart (OSM)   | Rike van Gelder-Gudema (1905-1942)                                             |
|            | HIER WOONDE JOZEF GOUDSMIT GEB. 1934 GEARRESTEERD 2-10-1942 GEDEPORTEERD UIT WESTERBORK VERMOORD 15-10-1942 AUSCHWITZ                                                                                                   | Vleesstraat 61 Kaart (OSM)    | Jozef Goudsmit (1934-1942)                                                     |
|            | HIER WOONDE LOUIS GOUDSMIT GEB. 1898 GEÏNTERNEERD SEPT. 1942 OVERBROEK GEDEPORTEERD 1942 UIT WESTERBORK VERMOORD 28-2-1943 AUSCHWITZ                                                                                    | Vleesstraat 61 Kaart (OSM)    | Louis Goudsmit (1898-1943)                                                     |
|            | HIER WOONDE WALTER GOUDSMIT GEB. 1932 GEARRESTEERD 2-10-1942 GEDEPORTEERD UIT WESTERBORK VERMOORD 15-10-1942 AUSCHWITZ                                                                                                  | Vleesstraat 61 Kaart (OSM)    | Walter Goudsmit (1932-1942)                                                    |
|            | HIER WOONDE SOFIE GOUDSMIT-COHN GEB. 1901 GEARRESTEERD 2-10-1942 GEDEPORTEERD UIT WESTERBORK VERMOORD 15-10-1942 AUSCHWITZ                                                                                              | Vleesstraat 61 Kaart (OSM)    | Sofie Goudsmit-Cohn (1901-1942)                                                |
|            | HIER WOONDE OTTO GRÜNTHAL GEB. 1882 GEVLUCHT 1936 UIT DUITSLAND ONDERGEDOKEN VERRADEN GEARRESTEERD 1-11-1944 GEFUSILLEERD 1-11-1944 HOUT-BLERICK                                                                        | Antoniuslaan 41 Kaart (OSM)   | Otto Grünthal (1882-1944)                                                      |
|            | HIER WOONDE SOPHIE GUDEMA- VAN DER LAAN GEB. 1868 GEÏNTERNEERD 9-4-1943 VUGHT GEDEPORTEERD 11-5-1943 UIT WESTERBORK VERMOORD 14-5-1943 SOBIBOR                                                                          | Stalbergweg 114 Kaart (OSM)   | Sophie Gudema-van der Laan (1868-1943)                                         |
|            | HIER WOONDE ERICH HIRSCHBERGER GEB. 1922 GEVLUCHT 1933 UIT DUITSLAND GEARRESTEERD 25-8-1942 GEDEPORTEERD 1942 UIT WESTERBORK VERMOORD 27-1-1945 'DODENMARS' MÜLLMEN                                                     | Antoniuslaan 39 Kaart (OSM)   | Erich Hirschberger (1922-1945)                                                 |
|            | HIER WOONDE STEPHAN HIRSCHBERGER GEB. 1891 GEVLUCHT 1938 UIT DUITSLAND GEARRESTEERD 25-8-1942 GEDEPORTEERD 28-8-1942 UIT WESTERBORK VERMOORD 31-8-1942 AUSCHWITZ                                                        | Antoniuslaan 39 Kaart (OSM)   | Stephan Hirschberger (1891-1942)                                               |
|            | HIER WOONDE SELMA HIRSCHBERGER- MAYER GEB. 1884 GEVLUCHT 1933 UIT DUITSLAND GEARRESTEERD 25-8-1942 GEDEPORTEERD 28-8-1942 UIT WESTERBORK VERMOORD 31-8-1942 AUSCHWITZ                                                   | Antoniuslaan 39 Kaart (OSM)   | Selma Hirschberger-Mayer (1884-1942)                                           |
|            | HIER WOONDE DR. RUTH KANTOROWICZ GEB. 1901 GEVLUCHT 1936 UIT DUITSLAND GEINTERNEERD 2-8-1942 AMERSFOORT GEDEPORTEERD 1942 UIT WESTERBORK VERMOORD 30-9-1942 AUSCHWITZ                                                   | Nieuwstraat 35 Kaart (OSM)    | Ruth Renate Friederike Kantorowicz (1901-1942)                                 |
|            | HIER WOONDE BENNO BARUCH LEVITA GEB. 1905 GEVLUCHT 1933 UIT DUITSLAND GEARRESTEERD 10-11-1942 GEDEPORTEERD 1943 UIT WESTERBORK VERMOORD 31-3-1944 AUSCHWITZ                                                             | Stalbergweg 114 Kaart (OSM)   | Benno Baruch Levita (1905-1944)                                                |
|            | HIER WOONDE JOSEPH MAHLER GEB. 1894 VERZETSSTRIJDER GEVLUCHT 1935 UIT DUITSLAND UITGEWEZEN 30-6-1937 BELGIË GEARRESTEERD 21-3-1940 GEÏNTERNEERD 11-4-1941 GEDEPORTEERD 1943 UIT WESTERBORK VERMOORD 1-9-1943 DÜSSELDORF | Panhuisstraat 15 Kaart (OSM)  | Joseph Mahler (1894-1943)                                                      |
|            | HIER WOONDE HEDWIG MAHLER-ABRAHAM GEB. 1897 GEVLUCHT 1935 UIT DUITSLAND UITGEWEZEN 1-7-1937 BELGIË GEARRESTEERD 21-3-1940 GEÏNTERNEERD 11-4-1941 GEDEPORTEERD 14-9-1943 UIT WESTERBORK VERMOORD 17-9-1943 AUSCHWITZ     | Panhuisstraat 15 Kaart (OSM)  | Hedwig Mahler-Abraham (1897-1943)                                              |
|            | HIER WOONDE MARTIN MAYER GEB. 1877 GEVLUCHT 1939 UIT DUITSLAND GEÏNTERNEERD 9-4-1943 VUGHT GEDEPORTEERD 11-5-1943 UIT WESTERBORK VERMOORD 14-5-1943 SOBIBOR                                                             | Van Laerstraat 28 Kaart (OSM) | Martin Mayer (1877-1943)                                                       |
|            | HIER WOONDE THEODOR MAYER GEB. 1896 GEVLUCHT 1934 UIT DUITSLAND GEÏNTERNEERD 23-9-1942 WERKKAMP OVERBROEK GEDEPORTEERD 1942 UIT WESTERBORK VERMOORD 28-2-1943 AUSCHWITZ                                                 | Antoniuslaan 39 Kaart (OSM)   | Theodor Mayer (1896-1943)                                                      |
|            | HIER WOONDE FLORENTINE MAYER-STEINHARDT GEB. 1856 GEVLUCHT 1933 UIT DUITSLAND OPNAME ZIEKENHUIS 25-8-1942 OVERLEDEN 31-8-1942 VENLO                                                                                     | Antoniuslaan 39 Kaart (OSM)   | Florentine Mayer-Steinhardt (1856-1942)                                        |
|            | HIER WOONDE DR.JULIUS OBERMEIER GEB. 1885 GEARRESTEERD 25.5.1940 GEDEPORTEERD 22.4.1942 IZBICA VERMOORD BELŽEC | Arsenaalplein 2 Kaart (OSM)   | Dr.Julius Obermeier (1885-1942)                                                |
|            | HIER WOONDE WALTER ROSENTHAL GEB. 1922 GEVLUCHT 1936 UIT DUITSLAND ONDERGEDOKEN VERRADEN GEARRESTEERD 1-11-1944 GEFUSILLEERD 1-11-1944 HOUT-BLERICK                                                                     | Antoniuslaan 41 Kaart (OSM)   | Walter Rosenthal (1922-1944)                                                   |
|            | HIER WOONDE ARTHUR SPIRA GEB. 23-4-1942 GEARRESTEERD 10-11-1942 GEDEPORTEERD UIT WESTERBORK VERMOORD 19-11-1942 AUSCHWITZ                                                                                               | Peperstraat 10 Kaart (OSM)    | Arthur Spira (1942-1942)                                                       |
|            | HIER WOONDE MECHEL SPIRA GEB. 1908 GEARRESTEERD 10-11-1942 GEDEPORTEERD 1942 UIT WESTERBORK VERMOORD 26-3-1944 SEIBERSDORF                                                                                              | Peperstraat 10 Kaart (OSM)    | Mechel Spira (1908-1943)                                                       |
|            | HIER WOONDE PEPPI DORA SPIRA-ARTMANN GEB. 1920 GEARRESTEERD 10-11-1942 GEDEPORTEERD UIT WESTERBORK VERMOORD 19-11-1942 AUSCHWITZ                                                                                        | Peperstraat 10 Kaart (OSM)    | Peppi Dora Spira-Artmann (1920-1942)                                           |
|            | HIER WOONDE HARTOG VAN WIEN GEB. 1912 GEÏNTERNEERD SEPT. 1942 OVERBROEK GEDEPORTEERD 1942 UIT WESTERBORK VERMOORD 28-2-1943 MONOWITZ                                                                                    | Markt 5 Kaart (OSM)           | Hartog van Wien (1912-1943)                                                    |
|            | HIER WOONDE JOHANNA VAN WIEN GEB. 1917 GEARRESTEERD 3-10-1942 GEDEPORTEERD UIT WESTERBORK VERMOORD 1-11-1942 AUSCHWITZ                                                                                                  | Markt 5 Kaart (OSM)           | Johanna van Wien (1917-1942)                                                   |
|            | HIER WOONDE SALLY VAN WIEN GEB. 1879 GEÏNTERNEERD 20-12-1943 GEDEPORTEERD UIT WESTERBORK VERMOORD 11-2-1944 AUSCHWITZ                                                                                                   | Markt 5 Kaart (OSM)           | Sally van Wien (1879-1944)                                                     |
|            | HIER WOONDE KAROLINE VAN WIEN-HERTZ GEB. 1884 GEARRESTEERD 3-10-1942 GEDEPORTEERD UIT WESTERBORK VERMOORD 15-10-1942 AUSCHWITZ                                                                                          | Markt 5 Kaart (OSM)           | Karoline van Wien-Hertz (1884-1942)                                            |
|            | HIER WOONDE ALEXANDER WOLFF GEB. 1904 GEARRESTEERD 25-8-1942 GEDEPORTEERD UIT WESTERBORK VERMOORD NOV. 1942 KLEIN MANGERSDORF                                                                                           | Klaasstraat 17 Kaart (OSM)    | Alexander Wolff (1904-1942) Andere sterfdatum op Joods Monument: 30 april 1943 |
|            | HIER WOONDE AMALIA MATHILDA WOLFF GEB. 1895 GEARRESTEERD 25-8-1942 GEDEPORTEERD UIT WESTERBORK VERMOORD 31-8-1942 AUSCHWITZ                                                                                             | Klaasstraat 17 Kaart (OSM)    | Amalia Mathilda Wolff (1895-1942)                                              |
|            | HIER WOONDE FANNY WOLFF-GOLDSTEIN GEB. 1866 ONDERGEDOKEN APR. 1943 GRUBBENVORST GEARRESTEERD 10-8-1944 GEDEPORTEERD UIT WESTERBORK VERMOORD 6-9-1944 AUSCHWITZ                                                          | Klaasstraat 17 Kaart (OSM)    | Fanny Wolff-Goldstein (1866-1944)                                              |

## Data van plaatsingen
- 22 juni 2012: Venlo, een Stolperstein op Arsenaalplein 2
- 14 februari 2015: Venlo, een Stolperstein op Geldersepoort 11
- 10 maart 2022: Venlo, zestien Stolpersteine op Begijnengang 2, Klaasstraat 17, Markt 5, Peperstraat 10, Vleesstraat 61
- 4 mei 2024: Steyl, twee Stolpersteine op Rozenstraat 18
- 27 juni 2024: Venlo, achttien Stolpersteine op Heutzstraat 3, Nieuwstraat 27 en 35, Panhuisstraat 15, Stalbergweg 114
- 29 november 2024: Venlo, acht Stolpersteine op Antoniuslaan 39 en 41, Van Laerstraat 28
- 22 april 2025: Venlo, elf Stolpersteine op Goltziusstraat 9, Grote Kerkstraat 8, Kleine Kerkstraat 11, Stalbergweg 47, Straelseweg 134, Van Cleefstraat 43
- 4 mei 2025: Velden, twee Stolpersteine op Rijksweg 51, Vilgert 42